# سلمان بن عبد العزيز بن سلمان بن محمد آل سعود
الأمير سلمان بن عبد العزيز آل سعود ولد في الرياض بتاريخ 12 رمضان 1400هـ الموافق لـ(25 يوليو 1980 - ) ينحدر من فرع الإمام تركي الرابع بن عبد الله بن محمد آل سعود مؤسس الدولة السعودية الثانية والدته هي الأميرة نوف بنت عبد الله الثالث بن عبد الرحمن الاول بن فيصل الخامس آل سعود حيث أن والدها الأمير عبد الله الثالث هو الأخ الأصغر للملك عبد العزيز مؤسس المملكة العربية السعودية ..

## تعليمه
يجيد الأمير سلمان اللغة الفرنسية بطلاقة. تخرج من جامعة الملك سعود بعد أن درس القانون. كما أتم الدراسات العليا في جامعة أكسفورد، وأكمل درجة الماجستير في القانون الدولي في جامعة سانت كليمنتس. وحصل على درجة الدكتوراه في جامعة السوربون الفرنسية.

## نشاطاته
الأمير سلمان هو مؤسس «نادي المحركون» ويهدف النادي إلى جلب القادة الشباب في العالم معًا في منصة واحدة، لتبادل المعارف والأفكار والمعلومات، لبناء الشبكات والاتصالات، وتعزيز العلاقات ذات مغزى وتيسير التبادل الثقافي. شارك في مؤتمرات القمة الدولية لحقوق الإنسان التي ترعاها الأمم المتحدة واليونسكو. أقام مجلس الشيوخ الفرنسي حفل العشاء علي شرف الأمير سلمان بن عبد العزيز بن سلمان في فرنسا تحت شعار حفل الصداقة بين المملكة العربية السعودية وفرنسا.

## الاهتمامات
هو معجب بالثقافة الفرنسية والتراث، ويتردد كثيرًا لزيارة باريس وقد شارك في العديد من الفعاليات الفنية في أوروبا ويدعم نشاط متحف الفن الحديث في مدينة باريس في صالح تعزيز العلاقات بين أوروبا والمملكة العربية السعودية، ويعزز الحوار بين الثقافات جعلته مواطنًا فخريًا في العديد من المدن، وحصل أيضًا على وسام من غرفة التجارة والصناعة في باريس. وهو أيضًا محب لسباق الهجن، وكان البادئ في سباق الهجن الذي اقيم لأول مرة في فرنسا عام 2011.

## احتجاز الأمير سلمان بن عبد العزيز
احتجز الأمير سلمان بن عبد العزيز بن سلمان بن محمد بن سعود آل سعود ووالده في شهر يناير 2018 في إطار حملة اعتقالات طالت أفراد في العائلة المالكة. الأمير سلمان بن عبد العزيز بن سلمان لم يكن لديه أي طموح سياسي وكان معروفًا بتمويله لمشاريع التنمية في الدول الفقيرة. وقال مساعد للأمير لوكالة فرانس برس «إن هذا اختطاف في وضح النهار. واخفاء قسري». وبعد احتجازه لنحو عام في سجن الحاير قرب الرياض وبعدها في فيلا خاصة مع والده الأمير عبد العزيز بن سلمان، تم نقله إلى موقع احتجاز سري في مارس، وتمت إعادته إلى الفيلا الخاصة به، وتقوم المخابرات بمراقبة مكالماته الهاتفية مع أسرته.

## إخوته
- الأميرة جواهر بنت عبد العزيز بن سلمان.
- الأميرة سارة بنت عبد العزيز بن سلمان.
- الأميرة العنود بنت عبد العزيز بن سلمان.
- الأمير محمد بن عبد العزيز بن سلمان.
- الأمير سعود بن عبد العزيز بن سلمان.

تزوجت إحدى أخواته من ابن عمها الأمير محمد بن فيصل بن سلمان بن محمد بن سعود آل سعود.

## الأسرة
- كان متزوج من الأميرة حصة بنت عبد الرحمن بن عبد العزيز آل سعود.[4]
- متزوج من الأميرة عريب بنت عبد الله بن عبد العزيز آل سعود وله من البنات الأميرة نوف.